# مريم (أخت موسى)
مريم أو كلثُم (كلثوم) هي حسب الكتاب العبري أخت النبيين موسى وهارون وبنت عمران ويوكابد.

## نسبها
هي مريم بنت عمران بن قاهث بن عازر بن لاوي بن يعقوب بن إسحاق بن إبراهيم.

## في المسيحيّة واليهوديّة

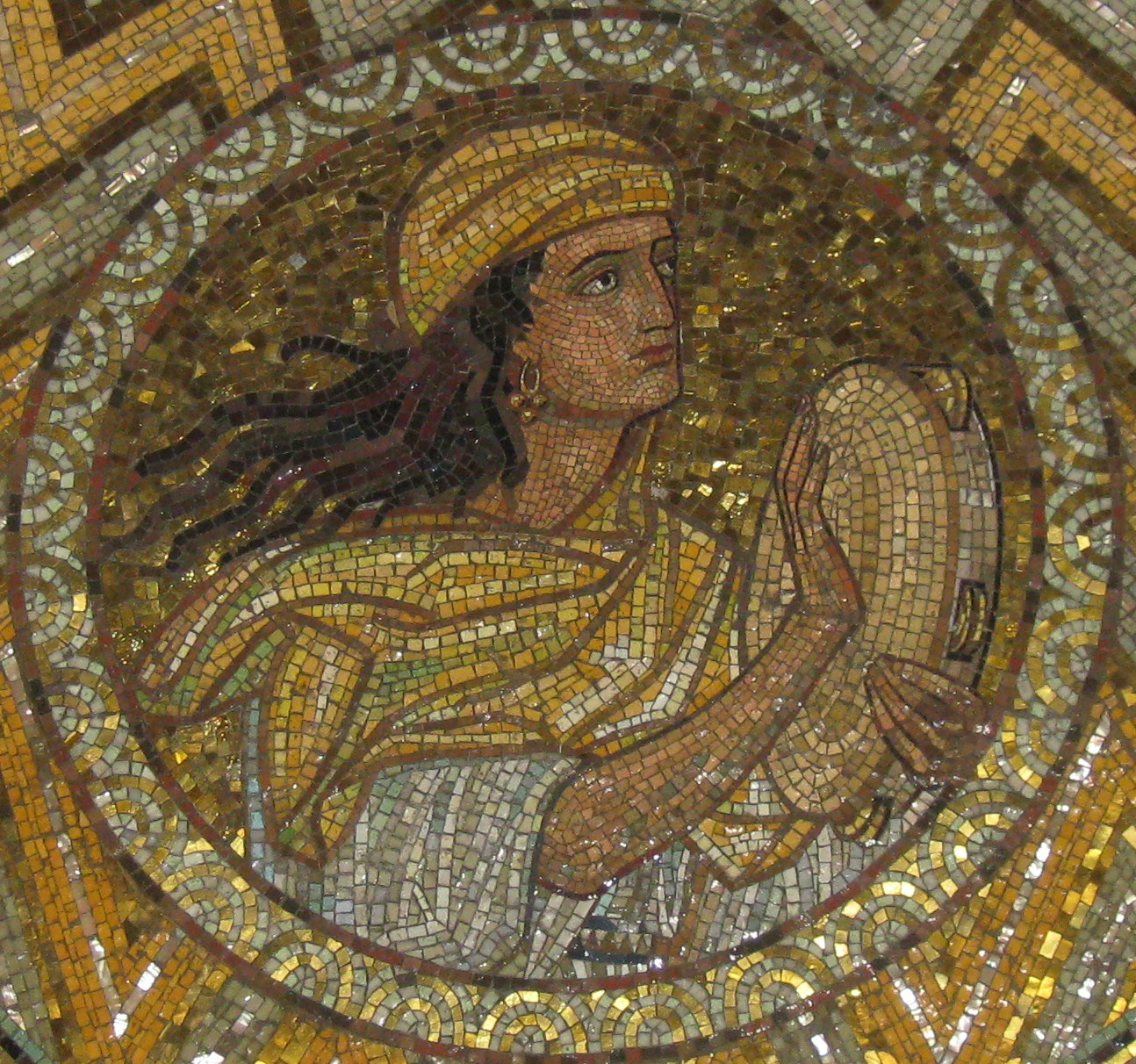
مريم تقرع الطُّبُول، كنيسة الرقاد -القدس

مريم النّبيّة بالعبريّة (מרים הנביאה) أخت موسى وهارون وابنة عمران (1 أخبار 6: 3). ويظن أنها كانت أكبر من موسى نحو عشر سنين بدليل أنها راقبت سفط البردي الذي اخفي فيه موسى بين الحلفاء وإذ رأت ابنة فرعون تكشف عن الصبي قالت: «هل أتي لك بمرضعة؟» ثم ذهبت وأحضرت أم الولد فأرضعته (خر 2: 4-10). وبعد عبور البحر الأحمر رنمت بعد ترنيمة موسى الشهيرة (خر 15: 20) غير أنها لما اتحدت مع هارون في التذمر على موسى بسبب زواجه من المرأة الكوشية ضُرِبَت بالبرص. ثم إذ صلى موسى إلى الله من أجلها شفيت من هذه الآفة الكريهة (عد 12: 1 - 15). وماتت في قادش ودفنت هناك (عد 20: 1).

## ذكرها في القرآن
ذُكرت في القرآن بأخت موسى دون ذكر اسمها: ﴿وَأَصْبَحَ فُؤَادُ أُمِّ مُوسَى فَارِغًا إِنْ كَادَتْ لَتُبْدِي بِهِ لَوْلَا أَنْ رَبَطْنَا عَلَى قَلْبِهَا لِتَكُونَ مِنَ الْمُؤْمِنِينَ ۝١٠ وَقَالَتْ لِأُخْتِهِ قُصِّيهِ فَبَصُرَتْ بِهِ عَنْ جُنُبٍ وَهُمْ لَا يَشْعُرُونَ ۝١١ وَحَرَّمْنَا عَلَيْهِ الْمَرَاضِعَ مِنْ قَبْلُ فَقَالَتْ هَلْ أَدُلُّكُمْ عَلَى أَهْلِ بَيْتٍ يَكْفُلُونَهُ لَكُمْ وَهُمْ لَهُ نَاصِحُونَ ۝١٢ فَرَدَدْنَاهُ إِلَى أُمِّهِ كَيْ تَقَرَّ عَيْنُهَا وَلَا تَحْزَنَ وَلِتَعْلَمَ أَنَّ وَعْدَ اللَّهِ حَقٌّ وَلَكِنَّ أَكْثَرَهُمْ لَا يَعْلَمُونَ ۝١٣﴾ سورة القصص، الآيات 10-13. قال عبد الله و‌مجاهد و‌عكرمة و‌سعيد و‌أبو عبيدة و‌الحسن و‌قتادة و‌الضحاك وغيرهم، {وَأَصْبَحَ فُؤَادُ أُمِّ مُوسَى فَارِغاً} أي من كل شيء من أمور الدنيا، إلا من موسى {إِنْ كَادَتْ لَتُبْدِي بِهِ} أي لتظهر أمره وتسأل عنه جهرة {لَوْلا أَنْ رَبَطْنَا عَلَى قَلْبِهَا} أي صبرناها وثبتناها {لِتَكُونَ مِنْ الْمُؤْمِنِينَ، وَقَالَتْ لأُخْتِه} وهي ابنتها الكبيرة، {قُصِّيهِ}، أي اتبعي أثره واطلبي لي خبره {فَبَصُرَتْ بِهِ عَنْ جُنُبٍ} قال مجاهد: عن بعد. وقال قتادة: جعلت تنظر إليه وكأنها لا تريده. ولهذا قال {وَهُمْ لا يَشْعُرُون} وذلك لأن موسى عليه السلام لما استقر بدار فرعون أرادوا أن يغذوه برضاعة، فلم يقبل ثدياً ولا أخذ طعاماً، فحاروا في أمره واجتهدوا على تغذيته بكل ممكن فلم يفعل. كما قال تعالى: {وَحَرَّمْنَا عَلَيْهِ الْمَرَاضِعَ مِنْ قَبْلُ} فأرسلوه مع القوابل والنساء إلى السوق لعلهم يجدون من يوافق رضاعته، فبينما هم وقوف به والناس عكوف عليه إذ بصرت به أخته فلم تظهر أنها تعرفه بل قالت: {هَلْ أَدُلُّكُمْ عَلَى أَهْلِ بَيْتٍ يَكْفُلُونَهُ لَكُمْ وَهُمْ لَهُ نَاصِحُونَ}. قال ابن عباس: لما قالت ذلك قالوا لها: ما يدريك بنصحهم وشفقتهم عليه؟ فقالت: رغبة في سرور الملك، ورجاء منفعته. فأطلقوها وذهبوا معها إلى منزلهم، فأخذته أمه، فلما أرضعته التقم ثديها، وأخذ يمتصه ويرتضعه، ففرحوا بذلك فرحاً شديداً، وذهب البشير إلى آسية يعلمها بذلك، فاستدعتها إلى منزلها وعرضت عليها أن تكون عندها، وأن تحسن إليها فأبت عليها، وقالت إن لي بعلاً وأولاداً، ولست أقدر على هذا، إلا أن ترسليه معي، فأرسلته معها ورتبت لها رواتب، وأجرت عليها النفقات والكساوي والهبات، فرجعت به تحوزه إلى رحلها، وقد جمع الله شمله بشملها.